# Hemipholis affinis
Hemipholis affinis är en ormstjärneart som beskrevs av Ljungman 1867. Hemipholis affinis ingår i släktet Hemipholis och familjen bandormstjärnor. Inga underarter finns listade i Catalogue of Life.